# 문혜공
문혜공(文惠公)은 시호의 하나이다.

## 고려
- 한강(韓康, 1228년 ~ 1303년)
- 안원숭(安元崇)[1]
- 최영규 수성최씨 시조

## 조선
- 이맹균(李孟畇, 1371년 ~ 1440년)
- 최선문(崔善門, ? ~ 1456년)
- 성건(成健, 1438년 ~ 1495년)
- 이안눌(李安訥, 1571년 ~ 1637년)[2]
- 채유후(蔡裕後, 1599년 ~ 1660년)[3]